# Aripert al II-lea al longobarzilor
Aripert al II-lea (de asemenea, Aribert), (n. anii 680 d.Hr. – d. martie 712 d.Hr., Pavia, Ducatul Milanului) a fost duce longobard de Torino și apoi rege al longobarzilor din Italia din anul 701 și până la moarte, fiind ultimul suveran al acestora din dinastia bavareză.
Duce de Torino și fiu al regelui Raginpert al longobarzilor, Aripert a fost asociat la conducerea regatului de către tatăl său încă din anul 700. El a fost înlăturat de către fostul rege, Liutpert, care a preluat succesiunea de la Raginpert, însă Aripert a înfrânt atât pe Liutpert la Pavia, cât și pe regentul acestuia, Ansprand la Novara. Capturându-l pe Liutpert, a orchestrat asasinarea acestuia. Ocupând capitala, el l-a silit pe Ansprand să treacă dincolo de Alpi, astfel încât în 703 avea deja puterea consolidată.
Din acel moment a condus regatul neîntrerupt, însă domnia sa nu a fost una liniștită. În 703, ducele Faroald al II-lea de Spoleto, vasal al său, a atacat pe exarhul Teofilact de Ravenna, însă Aripert a refuzat să îi acorde sprijin vasalului său, dat fiind că intenționa să mențină bunele relații atât cu papalitatea cât și cu Imperiul Bizantin. În paralel, el căuta să își impună o mai mare autoritate asupra conducătorilor longobarzi din ducatele din Langobardia Minor (sudul Italiei): Spoleto și Benevento. Aripert a căutat să câștige prietenia papei Ioan al VI-lea, donând Sfântului Scaun unele pământuri montane din Alpii Cotici. Această amiciție nu i-a ajutat prea mult, domnia sa fiind marcată de numeroase răscoale interne, ca și de invazii ale triburilor slave ale slovenilor în regiunea Veneto.
În 711, Ansprand, pe care Aripert îl exilase, a revenit în fruntea unei mari armate puse la dispoziție de ducele Theudebert de Bavaria. Mulți longobarzi din Austria longobardă (din Veneto și din răsărit) s-au raliat lui Ansprand și bătălia a fost angajată asupra Paviei. Aripert a părăsit capitala, ducând cu el tezaurul regal și încercând să treacă în Galia în timpul nopții. S-a înecat însă în râul Ticino, iar Ansprand a fost aclamat ca suveran. Aripert al II-lea a fost ultimul membru al dinastiei bavareze (familiei Agilolfingilor) care a purtat Coroana de fier a regilor longobarzi.